# Сербско-хорватские отношения
После распада Югославии и подписания Дейтонского соглашения Хорватия и Сербия установили дипломатические отношения 9 сентября 1996 года. Сербия имеет посольство в Загребе и консульства в Вуковаре и Риеке, а Хорватия имеет посольство в Белграде и консульство в Суботице. Протяжённость государственной границы между странами составляет 314 км.

## Тысячелетняя дружба
С момента создания своих первых стран на Балканах, согласно историческим документам, описывающим их отношения с X века до XX века, отношения между сербами и хорватами были полны дружбы и сотрудничества без единого конфликта. Этот период в современной историографии называют тысячелетней дружбой.
Их совместная миграция в Юго-Восточную Европу на рубеже VI и VII веков и проживание рядом друг с другом говорит о их близости, существовавшей в то время. Византийские источники упоминают ряд событий сотрудничества, взаимопомощи и союзов, которые имели место между сербскими и хорватскими племенами против иноземных захватчиков. Сербы и хорваты сражались вместе против византийцев, болгар, франков, венецианцев и венгров, а позже и против турок. Также они давали укрытие людям и знати соседнего племени, если им грозила опасность (примеры: Властимировичи и Людевит Посавский).
После Великого раскола 1054 года появились первые различия между сербами и хорватами. Но это не привело к вражде между ними, не заставило их забыть о своих близости и родстве.
Спустя некоторое время их государства попадают под власть иноземцев: Хорватия в XI веке попадает под власть Венгрии, Сербия в XV веке — под Османскую империю. Хорватия сопротивлялась нападениям турок, поэтому с XIV века туда массово устремляется сербский народ. Православные сербы селились вперемешку с католиками-хорватами; они совместно отражали попытки Османской империи завоевать их территории, вместе строили дома и крепости, обрабатывали землю – особых различий ни они сами, ни венгерские чиновники между ними не делали. Хорватия была венгеро-турецким фронтом, и сербские переселенцы, как и хорваты, стали ополченцами, обрабатывавшими землю в промежутках между боями. В 1458 году король Матьяш Хуньяди объединил их в «Чёрную армию» — это была первая объединённая сербохорватская армия.  Длительное совместное проживание сербов и хорватов привело к образованию единого сербохорватского языка.
В 1462 году, после падения Боснии под натиском османов, в Хорватию мигрируют 18 000 сербских семей, а в 1480-1481 годах – более 100 000 человек. В 1578 году австрийские власти создали Военную границу – административную единицу, занимавшую часть Хорватии, населённую хорватами и растущим притоком сербов. Местное население получило наименование «граничары» (пограничники) и состояло примерно поровну из хорватов и сербов, освобождавшихся от феодальных повинностей взамен на пожизненную военную службу. Так сложилась хорватская Краина. Именно она была мощной ударной силой против турок во время Сербской революции 1804-1815 годах.
В 1848 году хорваты и австрийские сербы вновь воевали бок о бок – на этот раз против венгров. Венгерская революция проходила под лозунгами свободы и национального возрождения венгров, а проживающим в Венгрии славянам, по мнению революционеров, оставалось забыть свои национальности и стать венграми. В ответ хорваты и сербы восстали против революционного венгерского режима и помогли австрийцам подавить революцию. Символом совместной борьбы и общей победы хорватов и сербов стал хорват Йосип Елачич. Барон и потомственный граничар, он был одним из первых паладинов славянского единства, начав использовать термин «иллиризм», означавший общность происхождения, кровное родство и единые интересы сербов, хорватов и боснийцев. В армию Елачича записалось множество добровольцев-сербов и из собственно Сербии, тогда уже независимой – это был своего рода возврат «долга чести», ведь хорваты помогали сербам бороться за свободу. Елачич назвал своё воинство «Южнославянской армией» и создал отдельную автономию для австрийских сербов – Сербскую Воеводину.
По мере укрепления независимости Сербии появляется идея «Великой Сербии», связанная с иллиризмом и югославизмом, но ставившая сербов во главу будущего южнославянского единства. В 1911 году высокопоставленные офицеры и чиновники создали тайную организацию «Чёрная рука» во главе с начальником контрразведки Драгутином Димитриевичем; членом организации был также черногорский наследный принц Мирко. «Чёрная рука» рассматривала хорватов и словенцев как «неполноценных» сербов католического вероисповедания, что противоречило концепции югославизма, согласно которой все они – равноправные части одного народа. Одним из ответвлений этой организации стала группа «Млада Босна», чуть позже член которой, Гаврило Принцип, прославился убийством эрцгерцога Австро-Венгрии Франца Фердинанда 28 июля 1914 года, спровоцировав Первую мировую войну, на которой и закончилась тысячелетняя дружба сербов и хорватов.

## Югославская идея
С конца Наполеоновских войн во всей Европе распространяются национальные движения. Ранее народы сплачивались религиозными и феодальными отношениями, которым Просвещение и Великая французская революция нанесли сильнейшие удары. После великих потрясений немцы, итальянцы, баски, венгры, ирландцы, финны, эстонцы, литовцы, украинцы и другие европейские народы начали ощущать свою «особость». Этот процесс затронул и балканских славян, в первую очередь хорватов и словенцев, как самых развитых и образованных. В 1830-е годы в Хорватии иллиристы добивались объединения хорватских и сербских земель, входивших в состав Австрийской Империи, в единую административную единицу с официальным сербохорватским языком. Следующим этапом они видели освобождение всех южнославянских народов от иностранного владычества и объединение их в единое государство. Иллиризм стал провозвестником югославизма – более широкого течения, развивавшегося уже в начале XX века. Югославизм пустил мощные корни в Сербии, распространился среди хорватов, затронул словенцев, черногорцев и даже болгар, хотя и в гораздо меньшей степени. К концу XIX века югославизм в Сербии окончательно трансформировался в так называемую «великосербскую идею», согласно которой южнославянские народы должны были объединиться вокруг сербского короля и Сербской православной церкви.

## Враждебность XX века и её причины
В годы, предшествовавшие Первой мировой войне, уже упомянутая «Чёрная рука» фактически управляла Сербией и частично Черногорией: её активисты возглавляли силовые структуры и контролировали госаппарат. Отделения «Чёрной руки» имелись в Боснии и Герцеговине, Хорватии и Македонии, однако там великосербский вариант югославизма не мог получить массовой поддержки.
В ходе этого во второй половине XIX века в хорватской среде, помимо сохранявшегося югославизма, появляется национализм, замешанный на сербофобии. Постепенно в хорватской среде укрепляется презрительное отношение к сербам, что приводит к возникновению Хорватской партии права. Приверженцы её идей считали, что сербы не имеют права жить на хорватской земле, и тысячелетняя дружба с ними приносила хорватам одни неприятности. Они считали, что сербы произошли от диких азиатов, о чём писал в своём труде «Имя серб» Анте Старчевич, идеолог хорватского национализма.
В 1871 году группа Хорватской партии права во главе с Еугеном Кватерником, лидером движения, подняла восстание против австрийцев в городке Раковице под лозунгами независимости Хорватии. Кватерник, при всей своей сербофобии, декларировал в будущей независимой Хорватии равноправие сербов и призвал их присоединиться к восстанию. Раковицкий мятеж был подавлен, и Кватерник погиб в бою; вместе с ним погибла и группа сербов, откликнувшихся на его призыв.
Раскол между сербами и хорватами не был вызван какими-то дурными качествами тех или других: хорватская сербофобия была зеркальным отражением сербской хорватофобии. Сербские шовинисты утверждали, что хорваты — окатоличенные сербы, а хорватская нация искусственно создана Ватиканом для раскола сербского единства. Сербская газета «Србобран» разжигала нетерпимость столь же яростно, что и издания хорватских противников югославизма.
Сараевское убийство и Первая Мировая война ввергли Балканы в кровавый кошмар. Хорваты, будучи подданными Австро-Венгрии, воевали в австрийской армии; краинские сербы воевали бок о бок с ними. Австро-германское вторжение в Сербию было поддержано Болгарией, начавшей наступление на Македонию. Сербию поддержала Черногория, но противостоять армиям Четверного союза они не могли. К концу 1915 года оба королевства были оккупированы австро-венгерскими и болгарскими войсками, установившими жестокий оккупационный режим.
После создания Королевства сербов, хорватов и словенцев 1 декабря 1918 года стало ясно, что власть в новом королевстве ведёт себя как сербская, а не как много- или наднациональная: королевская династия была сербской, подавляющее большинство чиновников и военной верхушки тоже являлись сербами. Четники продолжали националистическую, ультраправославную и вождистскую традицию «Чёрной руки», представляя собой крайне агрессивные антидемократические силы, считавшие всех несербов гражданами «второго сорта».
В КСХС возник тяжёлый политический кризис в ходе неудавшегося переворота 1928 году. В том же году, но уже 8 августа в парламенте сербский депутат-националист, бывший член «Чёрной руки» и активист радикальной партии Пуниша Рачич спровоцировал беспорядки и начал стрелять в депутатов-хорватов. Лидер хорватов Степан Радич и его коллега Иван Пернар погибли. Их похороны вылились в массовые манифестации, сопровождавшиеся стычками между сербами и хорватами. В 1929 году в обстановке нараставшего хаоса король Александр I установил военную диктатуру, сменив название страны с Королевства сербов, хорватов и словенцев на Королевство Югославия. Он ввёл цензуру, запретил большинство партий и профсоюзов, ограничил демократические свободы и создал политические трибуналы. В Хорватии и Македонии была установлена военная власть. В 1931 году была принята новая конституция Югославии и восстановлены демократические свободы. Все проправительственные политики были объединены в Югославянскую радикально-крестьянскую демократию, основой которой стала сербская Народная радикальная партия. Идеологией режима в целом остался сербский православный национализм. Среди сербов в 1930-е годы продолжали распространяться антихорватские настроения: популярный священник и один из вождей четников Момчило Джуич повторял, что «страна не сможет существовать, потому что никто не может поместить сербов и хорватов в одном и том же мешке».
14 сентября 1932 года усташи попытались поднять восстание, атаковав пост жандармерии под Госпичем, но потерпели поражение. 9 октября 1934 года в Марселе усташские и македонские террористы застрелили югославского короля Александра. К власти пришёл принц-регент Павел при малолетнем короле Петре II, который попытался сгладить национальные противоречия уступками: лидеры хорватов и словенцев вышли из заключения, национальные партии (кроме усташей и ВМРО) были легализованы. В 1939 г. сербские и хорватские политики подписали соглашение, согласно которому в рамках Югославии создавалась автономная Хорватская бановина. Это противоречило идее «интегрального югославизма» и вызывало негодование народов, которые автономии не получили. Протесты сербов и черногорцев приняли опасный характер, и в 1939 году конкордат был отменён, что возмутило уже хорватов.
К моменту вторжения германо-итало-венгерских войск в апреле 1941 году во время Второй мировой войны Югославия под знаменем сербских коммунистов оставалась непрочным государством, раздираемым межнациональными противоречиями. При этом крайние сепаратисты, в первую очередь усташи и ВМОРО, не пользовались поддержкой большинства хорватов и македонцев и опирались в основном на внешние силы – Германию, Италию, Венгрию и Болгарию. Югославская элита оказались слишком подвержена национальным, религиозным и личностным предрассудкам, чтобы предотвратить разгром своей армии и в условиях оккупации не допустить погружение страны в дикое средневековье.

## Современные отношения
Современные отношения двух стран остаются напряжёнными. Так, в ходе распада Югославии в 1995 году произошёл военный конфликт между Хорватией и Боснией и Герцеговиной с одной стороны и непризнанной Республикой Сербская Краина с другой, подавляющую долю населения которой составляли этнические сербы. По настоящий момент застарелые противоречия двух государств так и не удалось решить, что периодически проявляется в недружественных политических шагах .

## Сравнение
|                                        | Хорватия                                                                                       | Сербия |
| -------------------------------------- | ---------------------------------------------------------------------------------------------- | --- |
| Население, чел.                        | 4 154 213                                                                                      | 7 041 599 (без Косова и Метохии)                                                                                           |
| Территория, км²                        | 56 594                                                                                         | 88 407 (без Косова и Метохии — 77 520)                                                                                     |
| Плотность, чел./км²                    | 73,4                                                                                           | 96,78 (без Косова и Метохии)                                                                                               |
| Столица                                | Загреб                                                                                         | Белград |
| Крупнейший город                       | Загреб — 802 588 чел.                                                                          | Белград — 1 233 796 чел.                                                                                                   |
| Форма правления                        | парламентская республика                                                                       | парламентская республика                                                                                                   |
| Официальный язык                       | хорватский                                                                                     | сербский |
| Религиозный состав                     | 87,8 % — католичество, 4,5 % — православие, 1,3 % — ислам, 0,4 % — протестантизм, 6 % — другие | 84,1 % Православие, 6,24 % Католичество, 4,82 % Ислам, 1,44 % Протестантизм, 3,4 % атеисты                                 |
| Этнический состав                      | 89,6 % — хорваты, 4,5 % — сербы, 5,9 % — другие                                                | 82,86 % — сербы, 3,91 % — венгры, 1,82 % — боснийцы, 1,44 % — цыгане, 1,08 % — югославы, 0,89 % — словаки, 9,79 % — другие |
| ВВП (номинальный) на душу населения, $ | 16 100                                                                                         | 13 944 |